# Yuka Momiki
Yuka Momiki (籾木 結花, Momiki Yūka, New York, 9 april 1996) is een Japans voetbalster die als aanvaller speelt bij Nippon TV Beleza.

## Carrière

### Clubcarrière
Momiki begon haar carrière in 2011 bij Nippon TV Beleza. Met deze club werd zij in 2015, 2016, 2017 en 2018 kampioen van Japan.

### Interlandcarrière
Momiki nam met het Japans nationale elftal O17 deel aan het WK onder 17 in 2012. Zij nam met het Japans nationale elftal O20 deel aan het WK onder 20 in 2016. Daar stond zij in alle zes de wedstrijden van Japan opgesteld en Japan behaalde brons op het wereldkampioenschap.
Momiki maakte op 1 maart 2017 haar debuut in het Japans vrouwenvoetbalelftal tijdens een wedstrijd om de Algarve Cup tegen Spanje. Zij nam met het Japans elftal deel aan de Aziatische Spelen 2018 en Japan behaalde goud op de Aziatische Spelen. Ze heeft 24 interlands voor het Japanse elftal gespeeld en scoorde daarin acht keer.

## Statistieken
| Japans vrouwenvoetbalelftal | Japans vrouwenvoetbalelftal | Japans vrouwenvoetbalelftal |
| Jaar                        | Wed.                        | Dlp.                        |
| --------------------------- | --------------------------- | --------------------------- |
| 2017                        | 14                          | 3                           |
| 2018                        | 7                           | 3                           |
| 2019                        | 9                           | 4                           |
| Totaal                      | 30                          | 10                          |